# Club Atlético Banfield
El Club Atlético Banfield és un club de futbol argentí de la ciutat de Banfield, a la Província de Buenos Aires.

## Palmarès

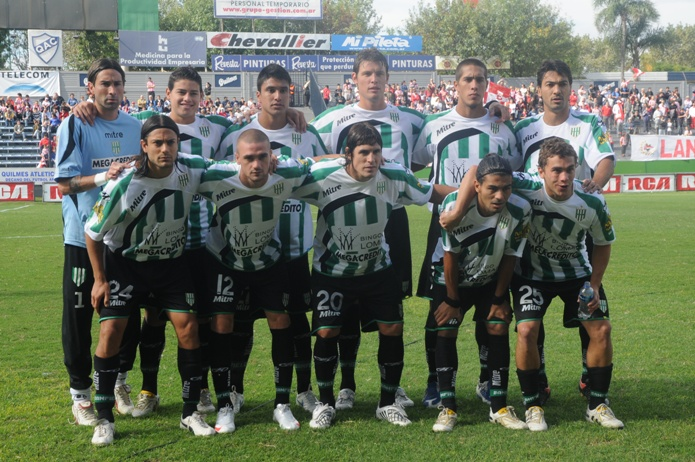
Equip el 2010.

- Lliga argentina de primeri divisió: 
  - 2009

- Lliga argentina de segona divisió: 
  - 1939, 1946, 1962, 1973, 1992-92, 2000-01

- Copa d'Honor de la Municipalitat de Buenos Aires: 
  - 1920

- Copa Ciutat de Tandil: 
  - 2007

## Futbolistes destacats
- Renato Civelli
- Florencio Caffaratti[1]
- Nicolás Tagliafico
- Javier Zanetti